# Elwha
De rivier de Elwha begint op 1.114 meter hoogte in de Olympic Mountains, in de staat Washington. De rivier heeft een lengte van 72 kilometer en mondt uit in de Straat van Juan de Fuca. Het grootste deel van de rivier ligt in het Olympic National Park. In 1992 werd een besluit genomen om de twee dammen in de rivier te slopen. De eerste keer dat de naam van de rivier werd gebruikt was in 1846. In dat jaar gebruikte Henry Kellett deze naam om de rivier op zijn kaarten aan te duiden.

## Ligging en debiet
De Elwha begint bij Mount  Barnes en Mount Queets in de Olympic Mountains in Jefferson County. De rivier stroomt eerst naar het zuidwesten maar buigt af in noordelijke richting na het passeren van de zijrivieren Delabarre Creek en Godkin Creek. De rivier stroomt vervolgens Clallam County in. Het water bereikt vervolgens Lake Mills, het reservoir achter de Glines Canyon Dam. Na het passeren van de dam verlaat de rivier Olympic National Park en bereikt Lake Aldwell, het stuwmeer achter de Elwha Dam. De rivier mondt uit in de Straat van Juan de Fuca ten westen van Port Angeles.
Van het stroomgebied ligt zo’n 80% binnen de grenzen van het Olympic National Park. Omgekeerd beslaat het stroomgebied van de Elwha ongeveer een vijfde van het totale oppervlakte van het park.
De rivier ontvangt gedurende het hele jaar veel regenwater. In de bovenloop valt zo’n 550 centimeter neerslag per jaar en in de benedenloop is dit nog steeds 100 centimeter. De afvoer is laag in maart en april wanneer veel water als sneeuw in de bergen wordt vastgehouden en in de relatief droge maanden augustus en september. Gemiddeld stroomt jaarlijks zo’n 40 m3 per seconde (1.433 voet3/sec) door de rivier. Op 8 november 1995 werd een hoogterecord gemeten van 493 m3 (17.400 voet3) en de laagste afvoer was op 25 september 2005, toen er maar 5 m3 (187 voet3) water de meetstations passeerde.

## Fauna
In de Elwha komen vijf zalmsoorten voor, hetgeen redelijk uniek is voor de Pacific Northwest. Voor de bouw van de twee dammen zwommen jaarlijks zo’n 400.000 zalmen de rivier op om te paaien. Naast de dammen lagen geen vistrappen waardoor hun weg verder stroomopwaarts werd geblokkeerd. Na de bouw viel het aantal zalmen op de rivier met 99% terug tot zo’n 4.000 exemplaren per jaar. Alleen in het kleine stukje rivier tussen de zee en de Elwha Dam kwamen nog zalmen paaien. National Park Service is het Elwha Ecosystem Restoration Project gestart. De twee dammen worden gesloopt waarmee de zalm de hele rivier weer kan gebruiken als paaiplaats.

## Dammen

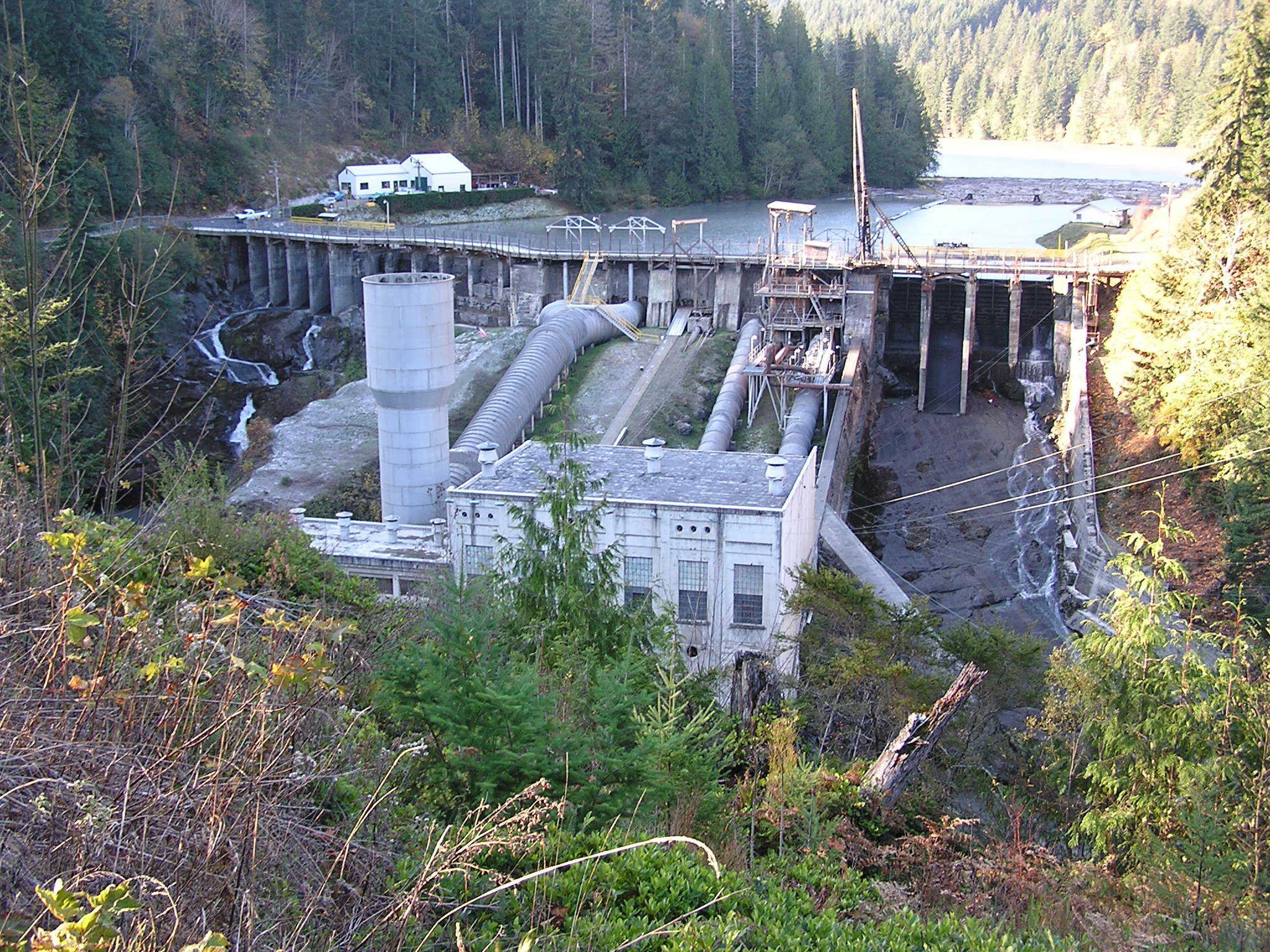
Elwha Dam met Lake Aldwell. De turbines staan aan de voet van de dam. Situatie in 2005

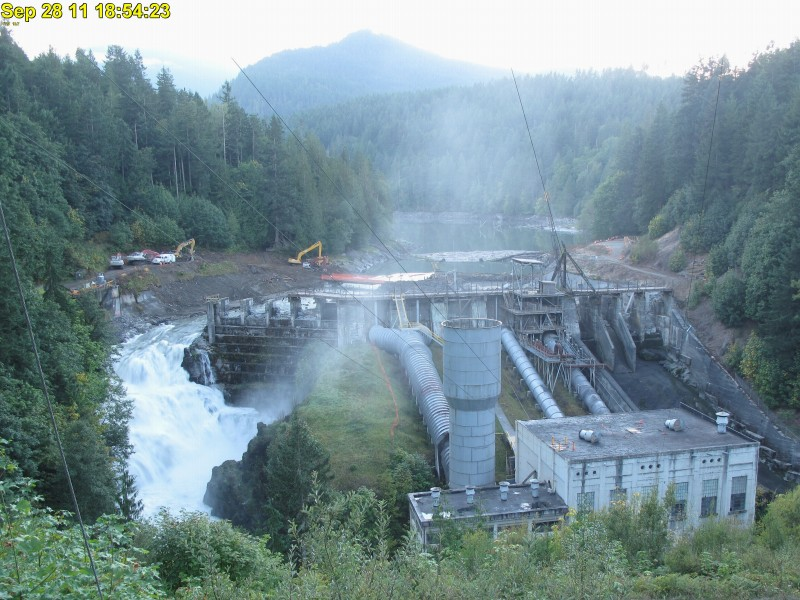
Halverwege de sloop (september 2012

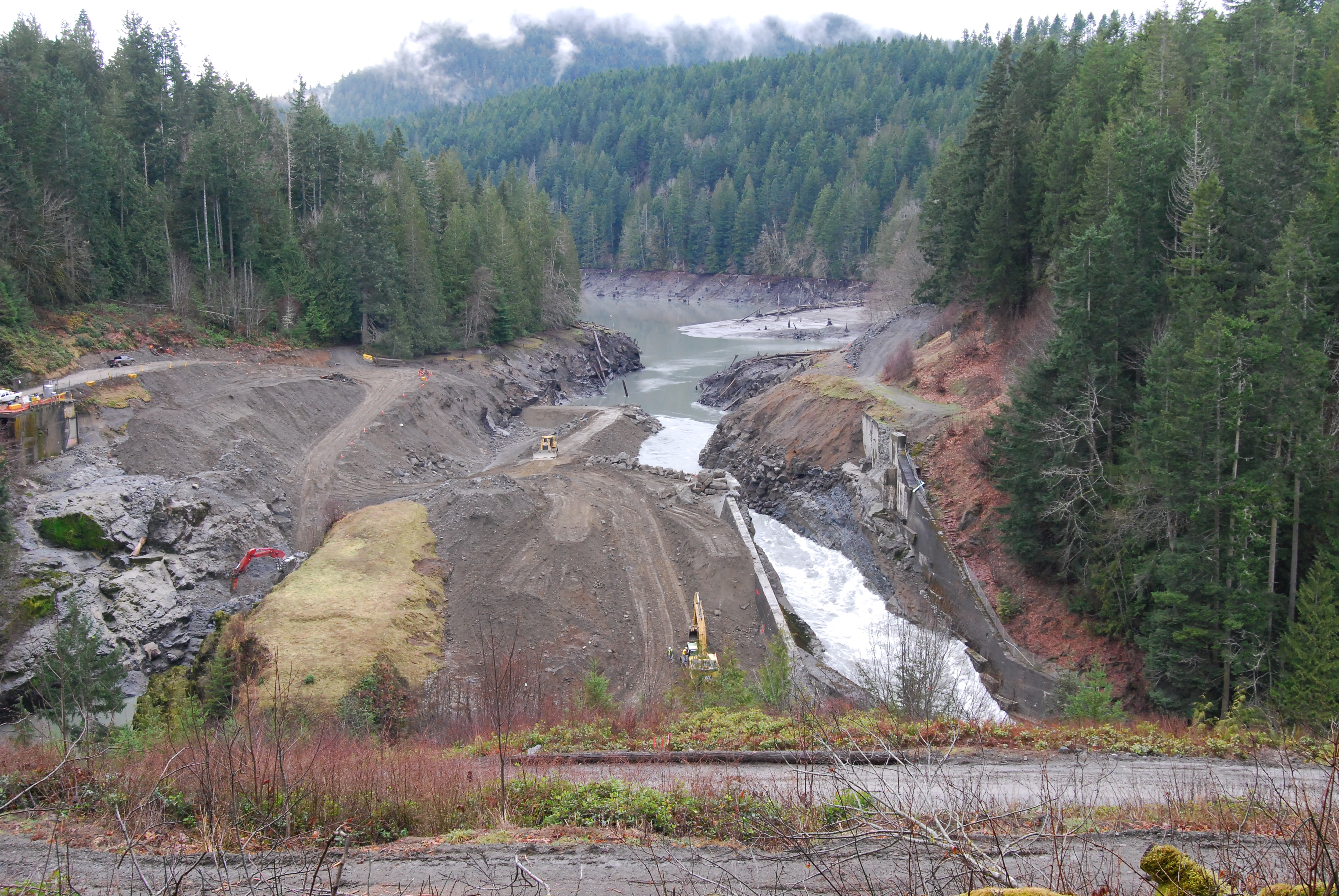
Restanten Elwha Dam (februari 2013)

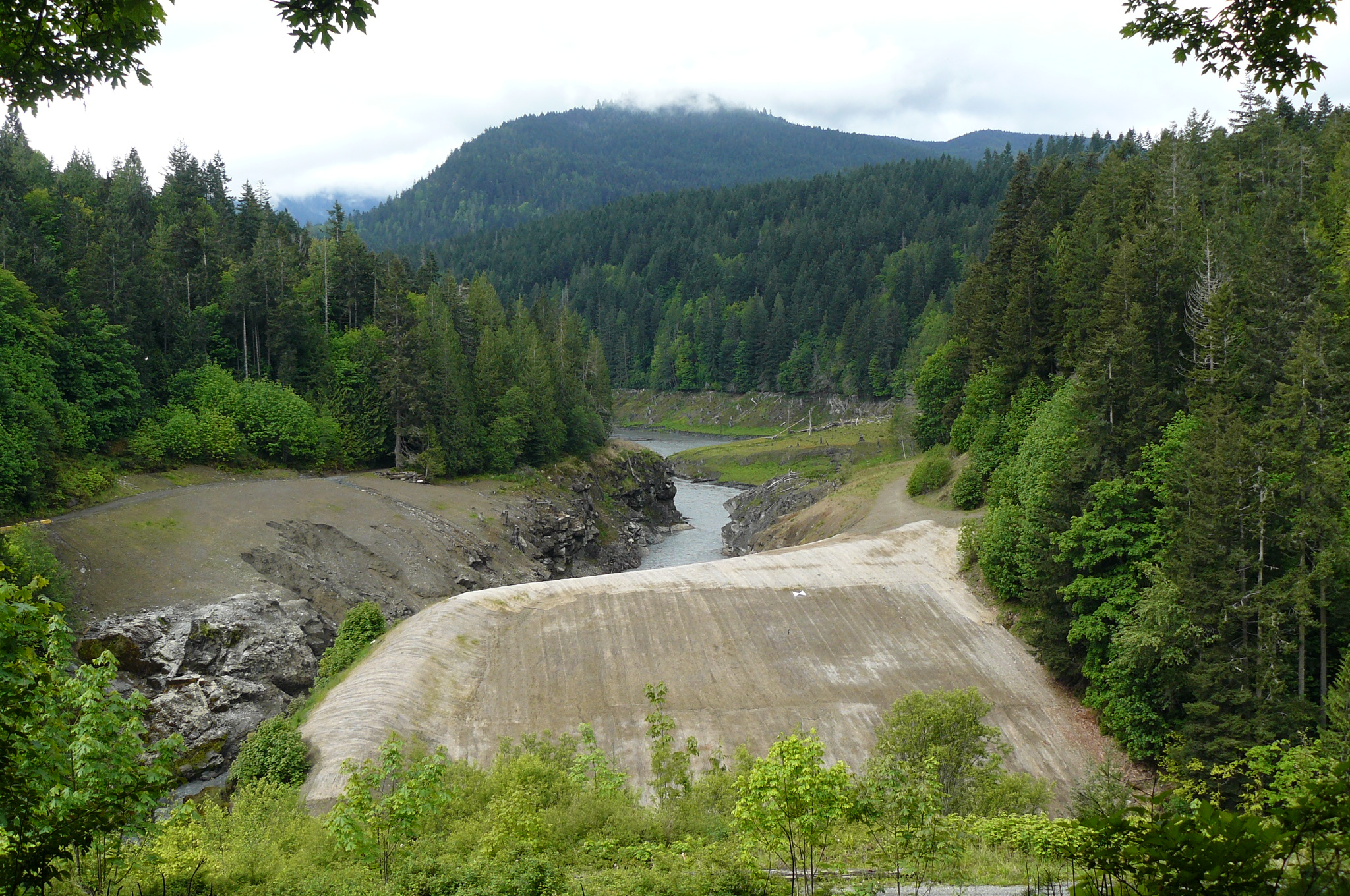
Elwha Dam na de volledige sloop (mei 2013)

De ontwikkeling van waterkrachtcentrales in de Olympic Peninsula lag in handen van Thomas T. Aldwell. Over een periode van 12 jaar kocht hij land aan om de bouw van een dam mogelijk te maken. In 1908 waren zijn aankopen compleet. Zijn partner was George A. Glines, een rijke projectontwikkelaar uit Winnipeg, die veel potentie zag in de ontwikkeling van Port Angeles. In 1910 richten ze samen de Olympic Power and Development Company op.
De partners tekenden contracten met afnemers van de elektriciteit en ook financiers. In 1910 werd een start gemaakt met de bouw van de Elwha Dam. Deze dam staat circa acht kilometer stroomopwaarts van de monding van de rivier in de Straat van Juan de Fuca. De bouw ging met tegenslagen en pas in 1913 was de dam gereed. De dam was 33 meter hoog en het rivierwater vulde Lake Aldwell. Het meer had een oppervlakte van circa 1,1 km2 en een capaciteit van 10 miljoen m3. De dam werd gebruikt voor de opwekking van elektriciteit. In 1988 werd de dam nog opgenomen in het National Register of Historic Places.
Tussen 1925 en 1927 werd een tweede dam gebouwd, de Glines Canyon Dam of ook wel bekend als de Upper Elwha Dam. Deze hield ook water vast waardoor de productie van elektriciteit werd gewaarborgd ook in drogere perioden. Deze betonnen dam was 64 meter hoog en lag 21 kilometer van de monding van de rivier. Het stuwmeer achter de dam kreeg de naam Lake Mills. Lake Mills had een oppervlakte van 1,7 km2 en hield zo’n 50 miljoen m3 water vast.

## Herstel rivier
Voor de bouw van de Elwha Dam was nooit een vergunning afgegeven. In de 80'er jaren moest de vergunning voor de Glines Canyon Dam worden vernieuwd. De aanvraag voor de vergunning leidde tot een discussie over de dammen. De Glines Canyon Dam lag immers volledig in het nationale park, het natuurbesef was toegenomen en een vrije trek voor de zalm werd meer gewaardeerd en er waren technische en economische problemen met de dammen. Deze hele discussie kwam tot een ontknoping in 1992. In dat jaar tekende President Bush de Elwha River Ecosystem and Fisheries Restoration Act of 1992. Het project heeft tot doel de natuurlijke loop van de rivier te herstellen door de dammen op te kopen en vervolgens te slopen. De totale kosten werden geraamd op $ 350 miljoen. In september 2011 werd begonnen met de daadwerkelijke sloop. 
In de stuwmeren was veel sediment verzameld. Met het slopen van de dammen werd het sediment meegevoerd met het wegstromende water. Speciale faciliteiten werden gebouwd om de drinkwatervoorziening voor Port Angeles en voor de visbedrijven langs de rivier veilig te stellen. De sloop van de Elwha Dam werd in maart 2012 afgerond. De sloop van de Glines Canyon Dam was gepland voor mei 2013, maar bij de sloop kwam zoveel sediment vrij dat de werkzaamheden vertraagd zijn. In oktober 2014 werden de sloopwerkzaamheden afgerond.
Na de sloop is de volle lengte van de rivier weer voor de zalm te bereiken. Volgens model berekeningen kunnen ongeveer net zoveel zalmen in de rivier komen paaien als voor de afsluiting met de twee dammen. In de zomer van 2012 werden de eerste zalmen al geregistreerd boven de gesloopte Elwha Dam. Om het proces te versnellen zijn zalmen uitgezet in de bovenloop, maar ook wilde zalm, dus direct vanuit zee, heeft de rivier alweer gevonden om te paaien.

## Naslagwerken
- (en)  GROSSMANN, Elizabeth: Watershed: The Undamming of America, 2002, ISBN 1-58243-108-6